# Microsoft Gaming
Microsoft Gaming ist eine amerikanische multinationale Videospiel- und digitale Unterhaltungssparte von Microsoft mit Sitz in Redmond, Washington, die 2022 gegründet wurde. Sie wird von CEO Phil Spencer geleitet, der seit 2014 für die Xbox verantwortlich ist. Zu den fünf Entwicklungs- und Publishing-Labels gehören: Xbox Game Studios, Bethesda Softworks, Activision, Blizzard Entertainment und King Digital Entertainment.
Vor 2022 hatte Microsoft mehrere verschiedene Produktlinien im Bereich Videospiele, darunter Xbox und Spieleentwicklungsstudios. Microsoft Gaming wurde mit der Ankündigung von Microsofts Plänen zur Übernahme von Activision Blizzard gegründet, um alle Spielegruppen von Microsoft in einer einzigen Abteilung zu vereinen. Mit dem Abschluss der Übernahme von Activision Blizzard im Jahr 2023 wurde Microsoft zu einem der größten Spieleunternehmen, dem drittgrößten nach Umsatz und dem größten nach Beschäftigung.
Der Geschäftsbereich besitzt das geistige Eigentum für einige der beliebtesten, meistverkauften und umsatzstärksten Medien-Franchises aller Zeiten, darunter Call of Duty, Candy Crush, Warcraft, Halo, Minecraft und The Elder Scrolls.

## Geschichte

### Vor Microsoft Gaming
Bis zum Jahr 2000 hatte Microsoft nur eine begrenzte Anzahl von Videospielen veröffentlicht. Mit der Ankündigung der ersten Xbox im Jahr 2000 und ihrer Veröffentlichung im Jahr 2001 gründete Microsoft eine Abteilung für die interne Entwicklung von Videospielen für die Xbox und Windows, die damals als Microsoft Game Studios (MGS) bekannt war. Die Xbox-Hardware blieb eine separate Abteilung innerhalb von Microsoft. Nach dem Ausscheiden von Steve Ballmer als CEO von Microsoft versuchten Microsoft-Investoren, Druck auf das Unternehmen auszuüben, damit es seine Spielesparte entweder verkauft oder schließt. Diese Bemühungen waren jedoch nicht von Erfolg gekrönt. Die Spielesparte von Microsoft, zu der auch Produkte wie die Xbox-Konsole gehören, ist nach wie vor ein strategischer Schwerpunkt des Unternehmens. Unter der Führung von Satya Nadella, der 2014 die Rolle des CEO übernahm, hat Microsoft weiter in den Spielemarkt investiert und seine Präsenz dort ausgebaut.

### Übernahme von Activision Blizzard
Microsoft kündigte am 18. Januar 2022 die geplante Übernahme von Activision Blizzard für 68,7 Milliarden Dollar in bar an. Gleichzeitig kündigte Microsoft an, dass Xbox Game Studios, ZeniMax Media und Activision Blizzard unter Microsoft Gaming, Microsofts neu gegründeter Spieleabteilung, fallen werden. Der CEO von Microsoft Gaming, Phil Spencer, erklärte, dass einer der Hauptgründe für die Übernahme von Activision Blizzard der Einstieg in den Markt für mobile Spiele sei.

### Microsoft Gaming
Am 9. April 2024 kündigten Microsoft Gaming und NetEase Games eine Vereinbarung an, um Spiele von Blizzard Entertainment zurück nach China zu bringen. Zuvor hatte Blizzard einen Publishing-Vertrag mit NetEase im Jahr 2022 gekündigt. Microsoft Gaming enthüllte außerdem Pläne, ihre Zusammenarbeit durch eine strategische Partnerschaft zu verstärken, die sich darauf konzentriert, die Verfügbarkeit von NetEase-Videospielen auf verschiedenen Microsoft Gaming-Plattformen zu erweitern.
Im Mai 2024 wurden im Bereich Bethesda Softworks die Studios Arkane Austin, Tango Gameworks und Alpha Dogs geschlossen, Roundhouse Games wurde mit ZeniMax Online Studios zusammengelegt.

## Studios
Microsoft Gaming verfügt über eine große globale Präsenz und Studios auf der ganzen Welt. Weltweit besitzt Microsoft 40 Studios und beschäftigt mehr als 20.100 Mitarbeiter. Während der Großteil von Microsofts Gaming-Aktivitäten in den Vereinigten Staaten angesiedelt ist, hat das Unternehmen seine Reichweite strategisch international erweitert. Dieser globale Ansatz ermöglicht es Microsoft ein breites Spektrum an Spielerlebnissen für ein weltweites Publikum zu entwickeln. Zusätzlich zu den Vereinigten Staaten hat Microsoft Studios in verschiedenen Ländern wie dem Vereinigten Königreich, Kanada, Schweden, Frankreich, Spanien, Mexiko, Deutschland, Polen, China, Japan, Irland, Malta und Australien gegründet und erworben, was dazu beiträgt, dass das Unternehmen zu einem wichtigen Akteur in der weltweiten Spieleindustrie geworden ist. Allein im Vereinigten Königreich besitzt Microsoft Gaming vier Studios zur Entwicklung von Videospielen und beschäftigt über 1.000 Mitarbeiter. Playground Games, Rare, Ninja Theory und King gehören zu den Studios, die Microsoft im Vereinigten Königreich besitzt. In Kanada besitzt Microsoft Gaming fünf Videospielstudios, darunter The Coalition und Beenox, und ist damit neben Electronic Arts und Ubisoft einer der größten Arbeitgeber in der Videospielbranche des Landes.
| Microsoft Gaming | Microsoft Gaming | Microsoft Gaming |
| Xbox Game Studios | ZeniMax Media | Activision Blizzard |
| --- | --- | --- |
| - 343 Industries - Compulsion Games - Double Fine - inXile Entertainment - Mojang Studios - Ninja Theory - Obsidian Entertainment - Playground Games - Rare - The Coalition - The Initiative - Turn 10 Studios - Undead Labs - World’s Edge - Xbox Game Studios Publishing | - Arkane Studios - Bethesda Softworks - Bethesda Game Studios - id Software - MachineGames - ZeniMax Online Studios | - Activision - Activision Shanghai Studio - Beenox - Demonware - Digital Legends Entertainment - High Moon Studios - Infinity Ward - Raven Software - Sledgehammer Games - Solid State Studios - Treyarch - Blizzard Entertainment - Blizzard Albany - Blizzard Boston - King Digital Entertainment - Major League Gaming - Activision Blizzard Studios |